# Dolce vendetta (film 2017)
Dolce vendetta (Crash Pad) è un film del 2017 diretto da Kevin Tent.

## Trama
L'ingenuo e romantico Stensland crede di avere trovato l'amore in Morgan, donna con un'età maggiore della sua, per poi scoprire che la relazione dei suoi sogni è soltanto una mera vendetta della donna nei confronti di suo marito Grady, dal quale non si sente apprezzata. Grady decide allora di vendicarsi a sua volta, trasferendosi a casa di Stensland e "isolando" Morgan. 

## Distribuzione
Negli Stati Uniti, la pellicola è stata distribuita a partire dal 25 settembre 2017 da Destination Films e Vertical Entertainment.